# Ikarus 438
Ikarus 438 — городской сочленённый заднеприводный автобус особо большой вместимости венгерской фирмы Ikarus, выпущенный в 1996 году в единственном экземпляре. Первоначально автобус предназначался для стран СНГ, а позже он поступил в Венгрию на предприятие Volánbus.

## Описание
Из-за большой площади основания двигателя MAN вторая дверь в первой секции отсутствовала (изначально она была расположена ближе к передней оси, по аналогии с Ikarus 283). Четвёртая дверь Ikarus 438, в отличие от Ikarus 435, имела нормальный широкий размер. Уровень пола Ikarus 438 идентичен автобусам семейства Ikarus 200.
Однако страны бывшего СССР не захотели покупать Ikarus 438, поэтому сначала он был опытным автобусом, а затем в 2000 году он был передан на предприятие Volánbus. Из бело-зелёного цвета автобус был перекрашен в оранжевый.
Ikarus 438 эксплуатировался в Моноре с номерными знаками GVP-231 и JID-095. В 2016 году автобус был списан, а затем в 2018 году транспортное средство было приобретено Венгерским музеем техники и транспорта.